# 1542 Шален
1542 Шален (1542 Schalén) — астероїд головного поясу, відкритий 26 серпня 1941 року.
Тіссеранів параметр щодо Юпітера — 3,213.